# ليه بويد
ليه بويد (بالإنجليزية: Les Boyd)‏ هو لاعب دوري الرغبي أسترالي، ولد في 17 نوفمبر 1956 في Nyngan ‏ في أستراليا.